# McLaren MP4-26
A McLaren MP4-26 egy Formula–1-es versenyautó, amit a McLaren tervezett és versenyeztetett a 2011-es idényben. Versenyzői ugyanazok maradtak, mit az előző évben: Lewis Hamilton és Jenson Button.
Az autót 2011. február 4-én mutatták be a berlini Potsdamer Platz-on, nem sokkal a valenciai tesztek első etapját követően. A teszteken ugyanis Hamilton, Button, illetve a csapat tesztpilótája, Gary Paffett még az előző évi autó módosított változatával körözött, hogy jobban kiismerjék a Pirelli új gumijait. A Szingapúri Nagydíj előtt kismértékben változott a kasztni festése: a Lucozade, mint szponzor érkezésével a másik szponzor Johnnie Walker logója átkerült a hátsó szárny hátoldalára, amely így vörös helyett ezüstszínű lett.

## Tervezés

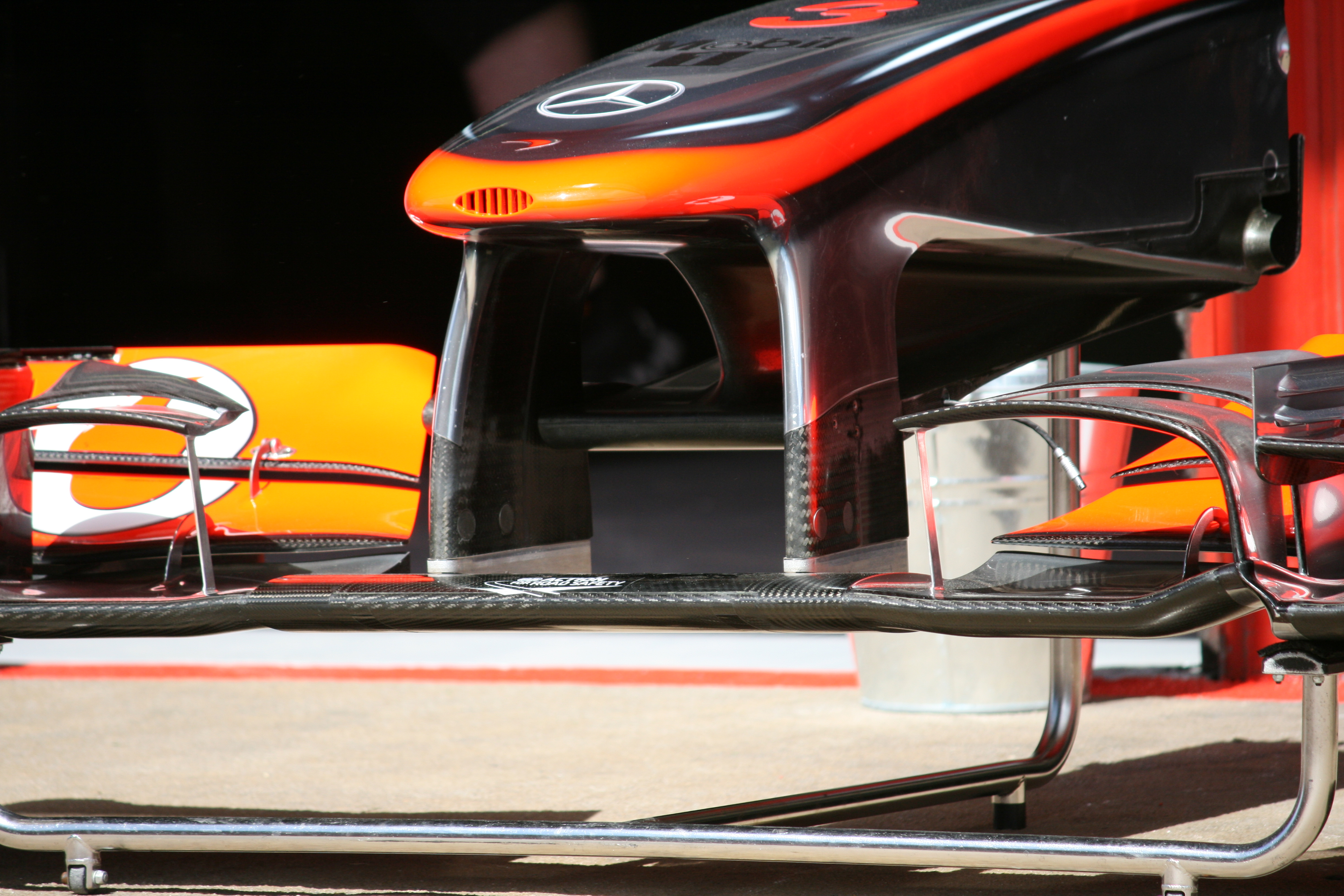
Az első szárny kialakítása a tesztek alatt

Az autó különlegességei az L alakú oldaldobozok, melyeket utoljára a Benetton B195 és a Ferrari F310 használt, 15 évvel korábban. Ezekre a dupla diffúzorok betiltása miatt volt nagy szükség. A kipufogórendszer is megváltozott: ebben az évben a Renault megoldásához hasonlóan előrefelé vezetett ki.
Hogy a leszorítóerő és az autó körüli légáramlás minél jobb legyen, számos változtatást eszközöltek az előző évhez képest.
- Az autó hosszát a szabályokban megengedett maximális hosszúságúra növelték.
- Az orr magasan van és hosszú, hogy minél jobb leszorítóerőt produkáljon.
- Az L alakú légbeömlők az első kerekekről érkező légáramlást vezetik el egyenletesen. A különleges forma a hűtésben is segít.
- A hátsó rész rendkívül szűkre lett szabva, olyannyira, hogy egy másodlagos légbeömlőt is szerkesztettek a tetőre, a váltó és a hidraulika megfelelő hűtése érdekében.[1]
- A hátsó felfüggesztés nyomórudas, ellentétben az első felfüggesztéssel, amely tolórudas.

A McLaren már a bemutatókor megjegyezte, hogy az autó még nem végleges, az a szezonkezdetig még változhat. Ez meg is történt, ugyanis a Lotus Renault GP-ről másolt kipufogó-kivitelezés nem működött úgy, ahogy azt várták, így azt át kellett dolgozniuk.

## A szezon
Miután a teszteken nem tűnt gyorsnak a csapat, az ausztrál nagydíjra változtatásokkal érkeztek. Így a McLaren gyorsabb lett, mint a Ferrari, sőt a szabadedzéseken a leggyorsabb. Ennek ellenére a Red Bull-lal nem vehették fel a versenyt, Vettel az időmérőn 7 tizedet adott a második helyezett Hamiltonnak. A futam hasonlóképpen alakult: Hamilton 22 másodperces hátránnyal lett második, igaz, sérült autóval. Button csak hatodik lett egy boxutcaáthajtásos büntetés miatt. A csapat a kijózanító pofonként ható verseny után úgy látta: ha fel akarják venni a harcot a világbajnoki címért, akkor gyors változtatásokra van szükség. A maláj nagydíjra már jelentősen sikerült lefaragni a tempóhátrányból: Button második lett, már nem sokkal lemaradva, Hamilton viszont egy Alonsóval való ütközése miatt időbüntetést kapott, így nyolcadik lett. A kínai nagydíjon fordulni látszott a szerencse: a második és harmadik helyről rajtoló McLarenek a rajt után átvették a vezetést. Az élen haladó Button egy elhibázott boxkiállás miatt (rossz helyen állt meg) elvesztette a vezetést, Hamilton viszont jó stratégiával az élre állt 4 körrel a verseny vége előtt és győzött.
Törökországban balszerencsés versenyük volt: a tempóhiány, az elhibázott boxkiállások és a jó versenyt futó Fernando Alonso miatt lemaradtak a dobogóról. Nem úgy mint Spanyolországban, ahol a viszonylag gyenge időmérő edzés után kettős dobogót könyvelhettek el. Hamilton úgy futott be másodikként, hogy mindössze fél másodperc volt Vettel előnye, minimális különbséggel maradt le a győzelemről. Monacóban ismét gyengébb versenyük volt: a csupán kilencediknek kvalifikáló Hamilton a hatodik helyen futott be, Eközben Button, aki zseniális versenyt futott az élen, harmadik lett, de sokkal jobb helyezést is elérhetett volna, ha egy piros zászlós megszakítás miatt közvetlen riválisai nem cserélhettek volna gumit. Kanadában aztán Button parádés versenyt futva megnyerte a versenyt, amely 4 órás hosszával a valaha volt leghosszabb futam volt. A hetedik helyről indult, ütközött Hamiltonnal (aki kiesett), ötször állt ki kereket cserélni és egyszer még boxutca-áthajtásos büntetést is kapott, mégis keresztülvágta magát a mezőnyön és az utolsó körben megelőzte Vettelt is. Ezzel a McLaren lett az első csapat az évben amelynek mindkét versenyzője nyert már futamot.
Az Európai Nagydíj hasonlóan balszerencsés lett, mint a török: a nagy melegben az autók nem működtek megfelelően. Hamilton negyedik lett, Button pedig hatodik, így a McLaren 2011-ben másodszor, de egyben utoljára nem szerepelt a dobogón. Vettel előnye a verseny után már 77 pontra nőtt az élen, ami több mint 3 győzelemnek megfelelő előny volt, és mivel a többi futamon is második lett, és a pole pozíciók zömét is ő zsebelte be, egyre inkább esélytelennek tűnt a világbajnoki cím elhódítása a McLaren számára. Silverstone-ba aztán úgy érkezett a mezőny, hogy az FIA felülvizsgálta a befújt diffúzorok szabályosságát és betiltotta azokat, amelyek gázelvételkor is rásegítettek a leszorítóerő szabályozására. Ez a Renault és a Mercedes motorpartnerei esetében azt eredményezte, hogy azokra más és más szabályok vonatkoztak volna, figyelemmel a motorok kialakítására, a két motorszállító pedig a másikra mutogatott, hogy az új szabályozás a riválisnak kedvez. A tiltásból végül a Ferrari profitált, Alonso ugyanis megnyerte a futamot, Hamilton negyedik lett, Button kiesett (egy rosszul rögzített kerék miatt). A tiltást a következő versenyre visszavonták, de 2012-től kezdődően már nem lehetett használni ilyen diffúzort. Németországban Hamilton győzött úgy, hogy a pole pozícióról is csak hajszállal maradt le. Button a hidraulikus rendszer hibája miatt sajnos kiesett.
Később kiderült, hogy hűvösebb versenyeken a McLaren jobban működik, így ismét javuló formát mutattak, ahogy telt az idő. Az ilyen körülmények között megrendezett magyar nagydíjat, amely a 200. versenye is volt. Button megnyerte, míg Hamilton rossz gumitaktika, egy megpördülés, és egy boxutcaáthajtásos büntetés miatt lemaradt a dobogóról. A nyári szünet után Belgiumban Hamilton a harmadik, Button viszont csak a 13. helyről indulhatott, a csapattal való rossz kommunikáció miatt (nem volt elég ideje gyors kört futni). Aztán mégis Button végzett a 3. helyen, miután Hamilton egy Kobajasival való ütközés miatt kiesett. Monzában Button második lett, Hamilton pedig negyedik, miután egész versenyen beragadt a kitűnően védekező Michael Schumacher mögé. Szingapúrban Button megint második lett, ezzel átvette a második helyet is a bajnokságban, ezzel ő lett Vettel egyedüli kihívója - de olyan jelentős lemaradással, hogy már neki is csak matematikai esélye volt a világbajnoki címre. Japánban Button megnyerte a versenyt, remek időmérős teljesítménnyel (századokkal lemaradva a pole pozícióról), és jó boxtaktikával. Hamilton ezzel szemben csak az ötödik helyen futott be, miután Massával ütközött. Vettel ezen a versenyen világbajnok lett. Koreában Hamilton pole pozíciót szerzett, ez volt az egyetlen pole, amit nem Red Bull-versenyző ért el 2011-ben. Indiában Button második, Hamilton hetedik lett. Abu-Dhabiban Hamilton győzelmet aratott, miután Vettel kiesett, Button pedig harmadik lett. A szezonzáró brazil futamon Button harmadik lett, Hamilton viszont váltóprobléma miatt kiesett.

## Eredmények
Félkövér betű jelzi a pole pozíciót, dőlt betű a leggyorsabb kört.
| Év   | Csapat                    | Motor               | Gumik | Pilóták  | 1   | 2   | 3   | 4   | 5   | 6   | 7   | 8   | 9   | 10  | 11  | 12  | 13  | 14  | 15  | 16  | 17  | 18  | 19  | Pontok | Helyezés |
| ---- | ------------------------- | ------------------- | ----- | -------- | --- | --- | --- | --- | --- | --- | --- | --- | --- | --- | --- | --- | --- | --- | --- | --- | --- | --- | --- | ------ | -------- |
| 2011 | Vodafone McLaren Mercedes | Mercedes FO 108X V8 | P     |          | AUS | MAL | CHN | TUR | ESP | MON | CAN | EUR | GBR | GER | HUN | BEL | ITA | SIN | JPN | KOR | IND | ABU | BRA | 497    | 2.       |
| 2011 | Vodafone McLaren Mercedes | Mercedes FO 108X V8 | P     | Hamilton | 2   | 8   | 1   | 4   | 2   | 6   | KI  | 4   | 4   | 1   | 4   | KI  | 4   | 5   | 5   | 2   | 7   | 1   | KI  | 497    | 2.       |
| 2011 | Vodafone McLaren Mercedes | Mercedes FO 108X V8 | P     | Button   | 6   | 2   | 4   | 6   | 3   | 3   | 1   | 6   | KI  | KI  | 1   | 3   | 2   | 2   | 1   | 4   | 2   | 3   | 3   | 497    | 2.       |

## Fordítás
- Ez a szócikk részben vagy egészben  a   McLaren MP4-26 című angol Wikipédia-szócikk ezen változatának fordításán alapul.  Az eredeti cikk szerkesztőit annak laptörténete sorolja fel. Ez a jelzés csupán a megfogalmazás eredetét és a szerzői jogokat jelzi, nem szolgál a cikkben szereplő információk forrásmegjelöléseként.